# Lista de capítulos de Zatch Bell!
O mangá Zatch Bell! (Originalmente: Konjiki no Gash!!) é escrito e ilustrado por Makoto Raiku. A versão Tankōbon em 33 volumes foi publicado na revista Weekly Shōnen Sunday e pela editora Shogakukan, entre janeiro de 2001 e dezembro de 2007.
Em julho de 2018, uma edição digital kanzenban de dezesseis volumes de Gash Bell!! foi lançado pela Birgdin Board Corp., editora própria de Raiku. Com sucesso de vendas da versão digital a edição em formato Kanzenban foi lançada no Japão em 2019, em formato físico.
No Brasil, é licenciado a versão em formato Kanzenban e publicado pela Editora MPEG desde Maio de 2023.

## Volumes 1~16
| - LEVEL 1. Kiyomaro, o aliado da justiça - LEVEL 2. O Livro que não pode ser lido - LEVEL 3. Um choque no coração - LEVEL 4. Kiyomaro, o popular - LEVEL 5. Um instrumento ou uma pessoa?! - LEVEL 6. O Às de Kiyomaro - LEVEL 7. Primeira Briga - LEVEL 8. As qualificações para ser um Rei - LEVEL 9. Minha vez - LEVEL 10. Luta contra o destino - LEVEL 11. Kiyomaro internado - LEVEL 12. Onde está o livro?! - LEVEL 13. Alvo em movimento - LEVEL 14. Coração protetor - LEVEL 15. O limite da força - LEVEL 16. Família de verdade - LEVEL 17. As lágrimas do Mamodo - LEVEL 18. Rei gentil - LEVEL 19. O terceiro feitiço - EXTRAS: Gash Café 1 | - LEVEL 1. 清麿、正義の味方 ("Kiyomaro, Seigi no Mikata") - LEVEL 2. 読めない本 ("Yomenai Hon") - LEVEL 3. 心の電撃 ("Kokoro Dengeki") - LEVEL 4. 清麿、人気者 ("Kiyomaro, Ninkimono") - LEVEL 5. 道具か人間か!? ("Dōgu ka Ningen ka!?") - LEVEL 6. 清麿の切り札 ("Kiyomaro no Kirifuda") - LEVEL 7. 初ゲンカ ("Hatsu Genka") - LEVEL 8. 王への資格 ("Ō e no Shikaku") - LEVEL 9. オレの番 ("Ore no Ban") - LEVEL 10. 運命との戦い ("Unmei to no Tatakai") - LEVEL 11. 清麿の入院, ("Kiyomaro no Nyūin") - LEVEL 12. 本はどこに!? ("Hon wa Doko ni!?") - LEVEL 13. 動く標的 ("Ugoku Hyōteki") - LEVEL 14. 守る心 ("Mamoru Kokoro") - LEVEL 15. 力の限界 ("Chikara no Genkai") - LEVEL 16. 本当の家族 ("Hontō no Kazoku") - LEVEL 17. 魔物の涙 ("Mamono no Namida") - LEVEL 18. やさしい王様 ("Yasashii Ōsama") - LEVEL 19. 第三の呪文 ("Daisan no Jumon") - 余分な: ガッシュカフェ 1 ("Yobun'na: Gasshu kafe 1") |

| - LEVEL 20. Esperança que não dá para contar - LEVEL 21. O curry do amigo - LEVEL 22. Uma luta inútil - LEVEL 23. O desejo de uma mãe - LEVEL 24. Uma presença forte - LEVEL 25. A minha vontade - LEVEL 26. O gentil Kiyomaro - LEVEL 27. O herói invencível - LEVEL 28. Adversário que se pode vencer - LEVEL 29. Desafio da estátua de pedra - LEVEL 30. O mistério da invulnerabilidade - LEVEL 31. Mensagem final - LEVEL 32. O segredo do Gash - LEVEL 33. Os pensamentos de uma mãe - LEVEL 34. O pior professor - LEVEL 35. Um mundo só de inimigos - LEVEL 36. Guerreiro solitário - LEVEL 37. Experiência de batalha - LEVEL 38. Amigo confiável - LEVEL 39. Férias de verão do Kiyomaro - LEVEL 40. Terra de Cavalheiros - EXTRAS: Gash Café 2 | - LEVEL 20. 計算外の希望 ("Keisan-gai no Kibō") - LEVEL 21. 友情のカレー ("Yūjō no Karē") - LEVEL 22. ムダな争い ("Mudana Arasoi") - LEVEL 23. ママの願い ("Mama no Negai") - LEVEL 24. 強き姿 ("Tsuyoki Sugata") - LEVEL 25. 僕の意志 ("Boku no Ishi") - LEVEL 26. やさしい清麿 ("Yasashii Kiyomaro") - LEVEL 27. 無敵の英雄 ("Muteki no Eiyū") - LEVEL 28. 勝てる相手 ("Kateru Aite") - LEVEL 29. 石像の挑戦状 ("Sekizō no Chōsenjō") - LEVEL 30. 不死身の謎 ("Fujimi no Nazo") - LEVEL 31. 最後の伝言 ("Saigo no Dengon") - LEVEL 32. ガッシュの秘密 ("Gasshu no Himitsu") - LEVEL 33. 母の思い ("Haha no Omoi") - LEVEL 34. 最低の先生 ("Saitei no Sensei") - LEVEL 35. 敵だけの世界 ("Teki Dake no Sekai") - LEVEL 36. 孤独な戦士 ("Kodokuna Senshi") - LEVEL 37. 戦いの蓄積 ("Tatakai no Chikuseki") - LEVEL 38. 信じられる仲間 ("Shinjirareru Nakama") - LEVEL 39. 清麿の夏休み ("Kiyomaro no Natsuyasumi") - LEVEL 40. 紳士の国 ("Shinshi no Kuni") - 余分な: ガッシュカフェ 2 ("Yobun'na: Gasshu kafe 2") |

| - LEVEL 41. O demônio do velho castelo - LEVEL 42. Herói indomavel - LEVEL 43. O maior dos Mamodos - LEVEL 44. Superando o medo - LEVEL 45. O pai de Kiyomaro - LEVEL 46. O manipulador - LEVEL 47. A floresta das fadas - LEVEL 48. Memórias roubadas - LEVEL 49. Dança misteriosa - LEVEL 50. A batalha sem feitiços - LEVEL 51. A resolução do guerreiro - LEVEL 52. Reunião irritante - LEVEL 53. Assunto importante - LEVEL 54. Um amigo único - LEVEL 55. Túnel sombrio - LEVEL 56. MÉRU-MÉRU-MÉÉÉ - LEVEL 57. Até então - LEVEL 58. O incidente de Suzume - LEVEL 59. Um homem livre - LEVEL 60. Poder sem limites - EXTRAS: Gash Café 3 | - LEVEL 41. 古城の悪魔 ("Kojō no Akuma") - LEVEL 42. 不屈の勇者 ("Fukutsu no Yūsha") - LEVEL 43. 最大の魔物 ("Saidai no Mamono") - LEVEL 44. 怖さを越えて ("Kowasa wo Koete") - LEVEL 45. 清麿の父 ("Kiyomaro no Chichi") - LEVEL 46. 操りし者 ("Ayatsurishi Mono") - LEVEL 47. 妖精の森 ("Yōsei no Mori") - LEVEL 48. 奪われた記憶 ("Ubawareta Kioku") - LEVEL 49. 不思議な踊り ("Fushigina Odori") - LEVEL 50. 呪文抜きの戦い ("Jumon Nuki no Tatakai") - LEVEL 51. 戦士の覚悟 ("Senshi no Kakugo") - LEVEL 52. 迷惑な再会 ("Meiwakuna Saikai") - LEVEL 53. 大切な用 ("Taisetsuna Yō") - LEVEL 54. 無二の親友 ("Muni no Shin'yū") - LEVEL 55. 暗いトンネル ("Kurai Tonneru") - LEVEL 56. メルメルメ～ ("Meru-Meru-Me~") - LEVEL 57. その時まで ("Sono Tokimade") - LEVEL 58. スズメの異変 ("Suzume no Ihen") - LEVEL 59. 自由な男 ("Jiyūna Otoko") - LEVEL 60. 底知れぬ力 ("Sokoshirenu Chikara") - 余分な: ガッシュカフェ 3 ("Yobun'na: Gasshu kafe 3") |

| - LEVEL 61. A força de Kiyomaro - LEVEL 62. O feitiço mais poderoso - LEVEL 63. Batalha no parquinho - LEVEL 64. Escultura inspiradora - LEVEL 65. A força de Danny - LEVEL 66. Trabalho bem-feito - LEVEL 67. A combinação mais forte - LEVEL 68. Um raio até o céu - LEVEL 69. Mulher feroz - LEVEL 70. Cozinhando com amor - LEVEL 71. Pessoa importante - LEVEL 72. Ilha perigosa - LEVEL 73. Coragem para lutar - LEVEL 74. O quinto feitiço - LEVEL 75. A gripe do Gash - LEVEL 76. Diferença no poder - LEVEL 77. Coração inabalável - LEVEL 78. Dia feliz - LEVEL 79. O verdadeiro herói - ESPECIAL. As duas princesas - EXTRAS: Gash Café 4 | - LEVEL 61. 清麿の強さ ("Kiyomaro no Tsuyosa") - LEVEL 62. 最大の術 ("Saidai no Jutsu") - LEVEL 63. 公園の決闘 ("Kōen no Kettō") - LEVEL 64. 感動の彫刻 ("Kandō no Chōkoku") - LEVEL 65. ダニーの力 ("Danī no Chikara") - LEVEL 66. やりとげた仕事 ("Yaritogeta Shigoto") - LEVEL 67. 最強のコンビ ("Saikyō no Konbi") - LEVEL 68. 空への電撃 ("Sora e no Dengeki") - LEVEL 69. 凶暴な女 ("Kyōbōna Onna") - LEVEL 70. 愛の手料理 ("Ai no Teryōri") - LEVEL 71. 大切な人 ("Taisetsuna Hito") - LEVEL 72. 危険な島 ("Kikenna Shima") - LEVEL 73. 戦う勇気 ("Tatakau Yūki") - LEVEL 74. 第五の術 ("Daigo no Jutsu") - LEVEL 75. ガッシュの風邪 ("Gasshu no Kaze") - LEVEL 76. 力の差 ("Chikara no Sa") - LEVEL 77. ゆるがない心 ("Yuruganai Kokoro") - LEVEL 78. 幸せな1日 ("Shiawasena Ichinichi") - LEVEL 79. 真のヒーロー ("Shin no Hīrō") - 二人の王女 ("Futari no Ōjo") - 余分な: ガッシュカフェ 4 |

| - LEVEL - LEVEL - LEVEL - LEVEL - LEVEL - LEVEL - LEVEL - LEVEL - LEVEL - LEVEL - LEVEL - LEVEL - LEVEL - LEVEL - LEVEL - LEVEL - LEVEL - LEVEL - LEVEL - LEVEL - LEVEL - EXTRAS: Gash Café | - LEVEL - LEVEL - LEVEL - LEVEL - LEVEL - LEVEL - LEVEL - LEVEL - LEVEL - LEVEL - LEVEL - LEVEL - LEVEL - LEVEL - LEVEL - LEVEL - LEVEL - LEVEL - LEVEL - LEVEL - LEVEL - 余分な: ガッシュカフェ |

| - LEVEL - LEVEL - LEVEL - LEVEL - LEVEL - LEVEL - LEVEL - LEVEL - LEVEL - LEVEL - LEVEL - LEVEL - LEVEL - LEVEL - LEVEL - LEVEL - LEVEL - LEVEL - LEVEL - LEVEL - LEVEL - EXTRAS: Gash Café | - LEVEL - LEVEL - LEVEL - LEVEL - LEVEL - LEVEL - LEVEL - LEVEL - LEVEL - LEVEL - LEVEL - LEVEL - LEVEL - LEVEL - LEVEL - LEVEL - LEVEL - LEVEL - LEVEL - LEVEL - LEVEL - 余分な: ガッシュカフェ |

| - LEVEL - LEVEL - LEVEL - LEVEL - LEVEL - LEVEL - LEVEL - LEVEL - LEVEL - LEVEL - LEVEL - LEVEL - LEVEL - LEVEL - LEVEL - LEVEL - LEVEL - LEVEL - LEVEL - LEVEL - LEVEL - EXTRAS: Gash Café | - LEVEL - LEVEL - LEVEL - LEVEL - LEVEL - LEVEL - LEVEL - LEVEL - LEVEL - LEVEL - LEVEL - LEVEL - LEVEL - LEVEL - LEVEL - LEVEL - LEVEL - LEVEL - LEVEL - LEVEL - LEVEL - 余分な: ガッシュカフェ |

| - LEVEL - LEVEL - LEVEL - LEVEL - LEVEL - LEVEL - LEVEL - LEVEL - LEVEL - LEVEL - LEVEL - LEVEL - LEVEL - LEVEL - LEVEL - LEVEL - LEVEL - LEVEL - LEVEL - LEVEL - LEVEL - EXTRAS: Gash Café | - LEVEL - LEVEL - LEVEL - LEVEL - LEVEL - LEVEL - LEVEL - LEVEL - LEVEL - LEVEL - LEVEL - LEVEL - LEVEL - LEVEL - LEVEL - LEVEL - LEVEL - LEVEL - LEVEL - LEVEL - LEVEL - 余分な: ガッシュカフェ |

| - LEVEL - LEVEL - LEVEL - LEVEL - LEVEL - LEVEL - LEVEL - LEVEL - LEVEL - LEVEL - LEVEL - LEVEL - LEVEL - LEVEL - LEVEL - LEVEL - LEVEL - LEVEL - LEVEL - LEVEL - LEVEL - EXTRAS: Gash Café | - LEVEL - LEVEL - LEVEL - LEVEL - LEVEL - LEVEL - LEVEL - LEVEL - LEVEL - LEVEL - LEVEL - LEVEL - LEVEL - LEVEL - LEVEL - LEVEL - LEVEL - LEVEL - LEVEL - LEVEL - LEVEL - 余分な: ガッシュカフェ |

| - LEVEL - LEVEL - LEVEL - LEVEL - LEVEL - LEVEL - LEVEL - LEVEL - LEVEL - LEVEL - LEVEL - LEVEL - LEVEL - LEVEL - LEVEL - LEVEL - LEVEL - LEVEL - LEVEL - LEVEL - LEVEL - EXTRAS: Gash Café | - LEVEL - LEVEL - LEVEL - LEVEL - LEVEL - LEVEL - LEVEL - LEVEL - LEVEL - LEVEL - LEVEL - LEVEL - LEVEL - LEVEL - LEVEL - LEVEL - LEVEL - LEVEL - LEVEL - LEVEL - LEVEL - 余分な: ガッシュカフェ |

| - LEVEL - LEVEL - LEVEL - LEVEL - LEVEL - LEVEL - LEVEL - LEVEL - LEVEL - LEVEL - LEVEL - LEVEL - LEVEL - LEVEL - LEVEL - LEVEL - LEVEL - LEVEL - LEVEL - LEVEL - LEVEL - EXTRAS: Gash Café | - LEVEL - LEVEL - LEVEL - LEVEL - LEVEL - LEVEL - LEVEL - LEVEL - LEVEL - LEVEL - LEVEL - LEVEL - LEVEL - LEVEL - LEVEL - LEVEL - LEVEL - LEVEL - LEVEL - LEVEL - LEVEL - 余分な: ガッシュカフェ |

| - LEVEL - LEVEL - LEVEL - LEVEL - LEVEL - LEVEL - LEVEL - LEVEL - LEVEL - LEVEL - LEVEL - LEVEL - LEVEL - LEVEL - LEVEL - LEVEL - LEVEL - LEVEL - LEVEL - LEVEL - LEVEL - EXTRAS: Gash Café | - LEVEL - LEVEL - LEVEL - LEVEL - LEVEL - LEVEL - LEVEL - LEVEL - LEVEL - LEVEL - LEVEL - LEVEL - LEVEL - LEVEL - LEVEL - LEVEL - LEVEL - LEVEL - LEVEL - LEVEL - LEVEL - 余分な: ガッシュカフェ |

| - LEVEL - LEVEL - LEVEL - LEVEL - LEVEL - LEVEL - LEVEL - LEVEL - LEVEL - LEVEL - LEVEL - LEVEL - LEVEL - LEVEL - LEVEL - LEVEL - LEVEL - LEVEL - LEVEL - LEVEL - LEVEL - EXTRAS: Gash Café | - LEVEL - LEVEL - LEVEL - LEVEL - LEVEL - LEVEL - LEVEL - LEVEL - LEVEL - LEVEL - LEVEL - LEVEL - LEVEL - LEVEL - LEVEL - LEVEL - LEVEL - LEVEL - LEVEL - LEVEL - LEVEL - 余分な: ガッシュカフェ |

| - LEVEL - LEVEL - LEVEL - LEVEL - LEVEL - LEVEL - LEVEL - LEVEL - LEVEL - LEVEL - LEVEL - LEVEL - LEVEL - LEVEL - LEVEL - LEVEL - LEVEL - LEVEL - LEVEL - LEVEL - LEVEL - EXTRAS: Gash Café | - LEVEL - LEVEL - LEVEL - LEVEL - LEVEL - LEVEL - LEVEL - LEVEL - LEVEL - LEVEL - LEVEL - LEVEL - LEVEL - LEVEL - LEVEL - LEVEL - LEVEL - LEVEL - LEVEL - LEVEL - LEVEL - 余分な: ガッシュカフェ |

| - LEVEL - LEVEL - LEVEL - LEVEL - LEVEL - LEVEL - LEVEL - LEVEL - LEVEL - LEVEL - LEVEL - LEVEL - LEVEL - LEVEL - LEVEL - LEVEL - LEVEL - LEVEL - LEVEL - LEVEL - LEVEL - EXTRAS: Gash Café | - LEVEL - LEVEL - LEVEL - LEVEL - LEVEL - LEVEL - LEVEL - LEVEL - LEVEL - LEVEL - LEVEL - LEVEL - LEVEL - LEVEL - LEVEL - LEVEL - LEVEL - LEVEL - LEVEL - LEVEL - LEVEL - 余分な: ガッシュカフェ |

| - LEVEL - LEVEL - LEVEL - LEVEL - LEVEL - LEVEL - LEVEL - LEVEL - LEVEL - LEVEL - LEVEL - LEVEL - LEVEL - LEVEL - LEVEL - LEVEL - LEVEL - LEVEL - LEVEL - LEVEL - LEVEL - EXTRAS: Gash Café | - LEVEL - LEVEL - LEVEL - LEVEL - LEVEL - LEVEL - LEVEL - LEVEL - LEVEL - LEVEL - LEVEL - LEVEL - LEVEL - LEVEL - LEVEL - LEVEL - LEVEL - LEVEL - LEVEL - LEVEL - LEVEL - 余分な: ガッシュカフェ |